# Clifford Bourland
Clifford Frederick Bourland  (ur. 1 stycznia 1921 w Los Angeles, zm. 1 lutego 2018 w Santa Monica) – amerykański lekkoatleta specjalizujący się w biegach sprinterskich, złoty medalista letnich igrzysk olimpijskich w Londynie (1948) w sztafecie 4 × 400 metrów.

## Życiorys
Był dwukrotnym mistrzem Stanów Zjednoczonych (AAU) w biegu na 400 metrów w 1942 i 1943. Był także akademickim mistrzem USA (NCAA) w biegu na 440 jardów w 1942 i 1943.
Podczas II wojny światowej służył w United States Navy. Był dowódcą barki desantowej transportującej czołgi.
Na igrzyskach olimpijskich w 1948 w Londynie startował w sztafecie 4 × 400 metrów, w której zdobył złoty medal (biegł na 2. zmianie, a wraz z nim Arthur Harnden, Roy Cochran i Mal Whitfield). Wystąpił również w biegu na 200 metrów, w którym zajął 5. miejsce.

## Rekordy życiowe
- bieg na 200 metrów – 21,0 s – 17 lipca 1948, Los Angeles[6]
- bieg na 400 metrów – 46,1 s – 29 czerwca 1941, Filadelfia[7]